# Бутт, Элизабет
Элизабет Бутт (англ. Elizabeth Boott, полное имя Elizabeth «Lizzie» Otis Lyman Boott; 1846—1888) — американская художница.

## Биография
Родилась 13 апреля 1846 года в Бостоне в семье композитора классической музыки Фрэнсиса Бутта и его жены и Элизабет Лиман (Elizabeth Otis Lyman), которая являлась дочерью бостонского брамина Джорджа Лимана (George Lyman). Когда девочке было 18 месяцев, умерла её мать.
Элизабет воспитывалась отцом в Италии, пока в 1865 году они не вернулись в Бостон. В 1869 году в Бостоне она поступила в художественный женский класс американского живописца Уильяма Ханта. Также три лета подряд (1876—1878) училась у французского художника Тома Кутюра недалеко от Парижа. Вместе с отцом лето 1879 года, Элизабет провела у французского художника Фрэнка Дювенека.
Работы Элизабет Бутт экспонировались на нескольких выставках в Соединённых Штатах в начале 1880-х годов. Её первая персональная выставка прошла в Бостоне в галерее J. Eastman Chase’s Gallery в 1882 году.
25 марта 1886 года в Париже Элизабет вышла замуж за Дювенека, помолвлены с которым были с 1881 года. После свадьбы они жили во Флоренции на вилле Кастеллини вместе с её отцом. Их сын — Фрэнк Бутт Дювенек (1886—1985), стал инженером и женился на Джозефине Уитни (Josephine Whitney), дочери богатого американского промышленника Генри Уитни.
Умерла от пневмонии 22 марта 1888 года в Париже, где находилась с семьёй. Была похоронена во Флоренции на кладбище Cimitero Evangelico degli Allori. Надгробный мемориал выполнен американским скульптором, другом её мужа — Клементом Барнхорном в 1891 году.
- Некоторые работы